# Cal Cabanyes
Cal Cabanyes és una casa de pagès del nucli antic de La Granada, a l'Alt Penedès.
L'edifici fou propietat de la família Cabanyes, de Vilanova i la Geltrú, la qual hi establí un negoci de vins i aiguardents. El carrer on està situada la casa porta per nom Carrer del poeta Cabanyes, en record d'un dels fills més coneguts de la nissaga, en Manuel de Cabanyes i Ballester. Antigament el carrer se'l coneixia com a Carrer de Baix.

## Estudi arquitectònic
Igual que la resta d'edificis del carrer, a nivell individual, la casa té un interès arquitectònic limitat. Tanmateix, l'agrupació de les diferents cases a banda i banda de carrer formen un conjunt de proporcions bastant interessants. Com és sabut, les arquitectures tradicionals seguien en general un model d'agrupació diferent dels eixamples contemporanis, que s'han traçat amb tiralínies. La necessitat de construir utilitzant els materials que es trobaven a prop de l'obra, donen al conjunt de cases una gran unitat compositiva.

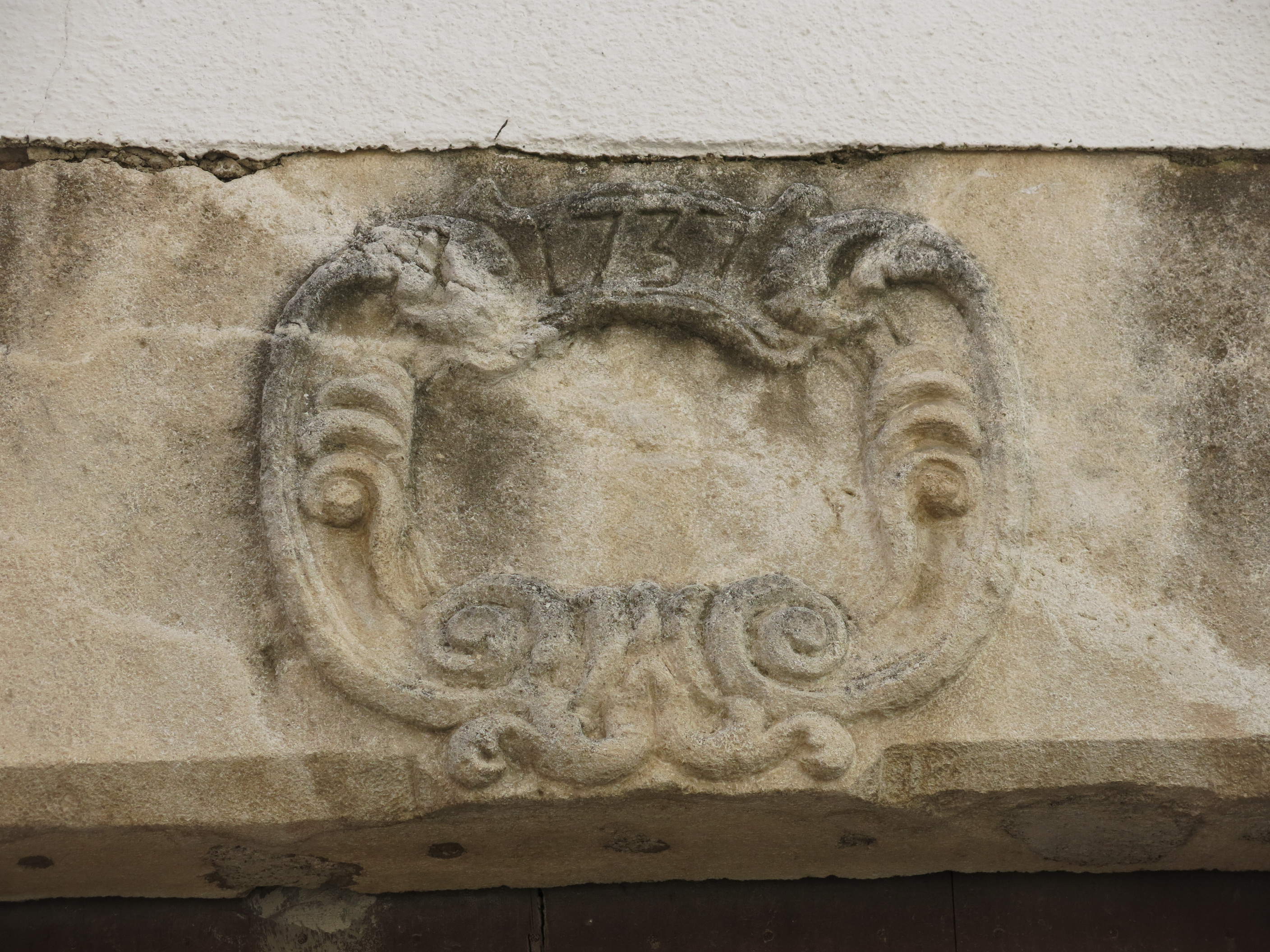
Llinda datada

Les necessitats i usos que ha tingut la finca durant la seva història han anat introduint un seguit d'elements que han canviat l'aspecte original i han alterat la composició arquitectònica inicial. El més destacat va consistir en la remunta que es va fer sobre la part dreta de la finca i que va suposar un increment de dues plantes. A la planta primera també es va obrir, no fa pas massa, una nova finestra. L'obertura s'identifica clarament, ja que està mancada de l'arquitrau de pedra característic de la resta d'obertures. La part esquerra de la planta baixa va estar ocupada per la Caixa Rural del Celler Cooperatiu de la Granada des del 1922 fins al 1929 per aquest motiu es van obrir dues obertures protegides amb reixes metàl·liques, sense seguir cap composició determinada.
De la façana actual cal destacar-ne els següents elements:
- Quatre finestres de la planta primera emmarcades amb carreus de pedra i coronament arquitravat. Les arestes estan resoltes amb forma de mitja canya formant un remat de les cantonades força agradable. L'ampit també és de pedra i amb una secció motllurada.
- La porta d'entrada a nivell de planta baixa està resolta amb un arc de mig punt amb carreus de pedra molt ben tallats i col·locats.
- El portal elevat a la planta baixa amb carreus de pedra amb coronament arquitravat i en el que es conserva un petit escut en forma de relleu. Aquest portal s'utilitzava antigament per a descarregar portadores i per aquest motiu està més elevat que no pas la cota del carrer.
- Cantoneres de pedra tallada en els dos extrems de la casa. Aquests carreus estan en força bon estat de conservació i serveixen per a unir els diferents tancaments de la casa. El tipus de pedra és exactament el mateix que el del marc de pedra de les finestres i prové de les antigues pedreres d'Olèrdola.
- El ràfec volat de la coberta està format per una secció relativament simple però amb una volada que crea una línia d'ombra important i que emfasitza fortament la línia de coronament i la presència de la teulada.

A partir de l'any 2005, i sota la direcció de l'arquitecte Josep M. Oller, es va dur a terme la rehabilitació integral de l'edifici corresponent al número 15.